# Enneboeus fossoris
Enneboeus fossoris is een keversoort uit de familie Archeocrypticidae. De wetenschappelijke naam van de soort is voor het eerst geldig gepubliceerd in 1932 door Oke.